# Mainbrücke Wiesen
Die  Mainbrücke Wiesen  ist ein 219 m langes zweigleisiges Eisenbahnüberführungsbauwerk der Schnellfahrstrecke Nürnberg–Erfurt zwischen den Streckenkilometern 85,875 und 86,094.
Die Brücke liegt in Oberfranken etwa drei Kilometer östlich von Wiesen und überspannt bei Mainkilometer 416 den Fluss. Das Bauwerk gehörte zum Vergabepaket Tunnel Eierberge im Bauabschnitt 3110 (auch Bauabschnitt Lichtenfels genannt) der Neubaustrecke, das zwischen den Baukilometern 1,400 und 9,090 lag und neben dem Tunnel Eierberge zwei weitere Eisenbahnüberführungsbauwerke und zwei Straßenüberführungen sowie die Erdarbeiten an der freien Strecke umfasste. Die Brücke wurde in den Jahren 2012 bis 2014 errichtet.
Der Brückenüberbau besteht aus einer Reihe von drei Stabbogenbrücken mit jeweils 73 m Stützweite, 15,83 m Breite und 2,55 m Konstruktionshöhe der Hauptträger. Die Bögen sind 17,05 m hoch. Die Brücke erhält bei 4,7 m Gleisabstand mit dem Streckenausbau einen Schotteroberbau. Sie kann mit 280 km/h befahren werden.

## Geschichte

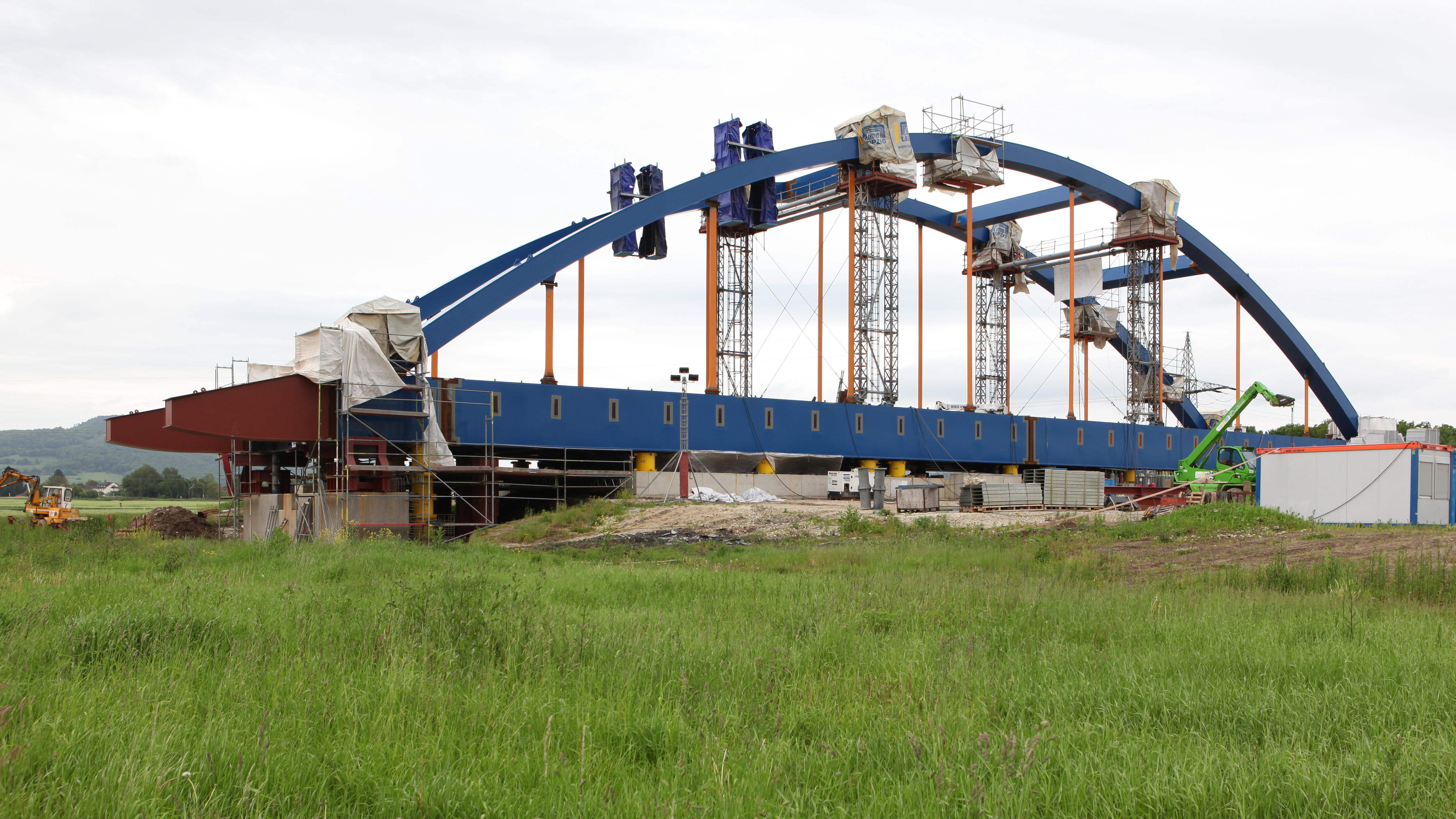
Errichtung des mittleren Überbaus im Jahr 2013

Im Rahmen des Raumordnungsverfahrens, dessen Ergebnisse im März 1993 vorgestellt wurden, machte der Freistaat Bayern der Deutschen Bundesbahn zur Auflage, anstelle des geplanten 15 m hohen Damms die Trasse abzusenken und in die Landschaft einzupassen.
Die jeweils rund 1000 Tonnen schweren Überbauten wurden in bis zu 80 Tonnen schweren Einzelbauteilen mit Schwertransporten angeliefert, vor Ort auf Vormontageplätzen zusammengeschweißt und über provisorische Stahlbetonhilfspfeiler mit hydraulischen Pressen in ihre endgültige Lage gezogen. Auf der Brücke würdigten Vertreter der Deutschen Bahn und des Freistaats Bayern am 25. November 2014 die Fertigstellung der insgesamt 29 Brücken der Neubaustrecke. Die Brücke wurde am 27. September für Messungen mit zwei knapp 1200 Tonnen schweren Belastungszügen befahren.
Im Maintal wurden für den Damm der Strecke rund 120.000 Kubikmeter Material geschüttet.